# Nuôi bồ câu

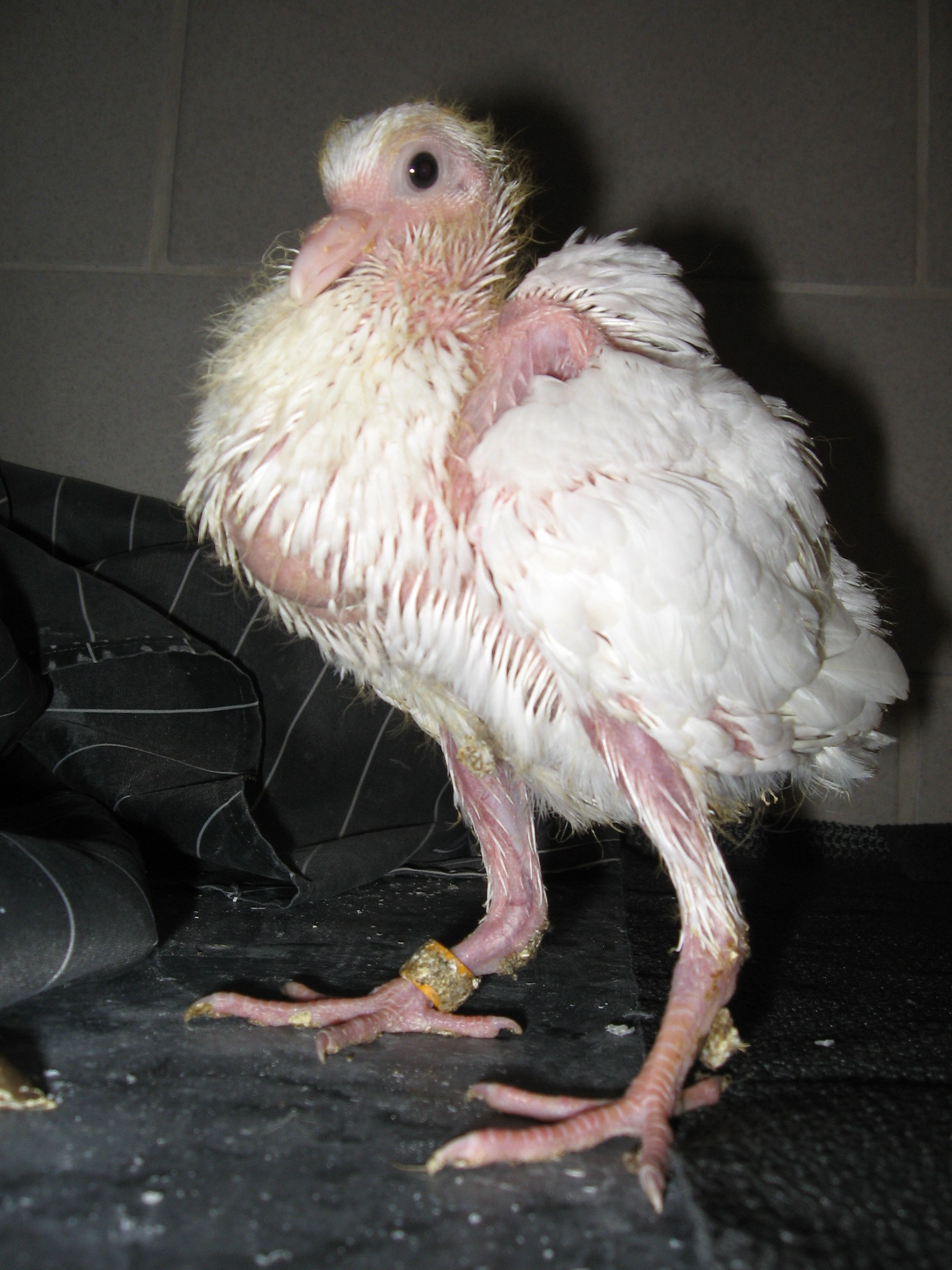
Bồ câu ra ràng

Nuôi bồ câu là việc thực hành chăn nuôi các giống Bồ câu nhà, chúng được nuôi tại nhiều nước để lấy thịt bồ câu đây là loài tương đối dễ nuôi. Nuôi chim bồ câu không đòi hỏi kỹ thuật chăm sóc, chi phí cao mà hiệu quả nhanh. Chim bồ câu siêu thịt, có thể nặng từ 1,2 kg trở lên, dễ nuôi, nhanh lớn, ít bệnh, sinh sản tốt.

## Tổng quan
Một số giống bồ câu nhà có thể tận dụng từ sản phẩm nông nghiệp dư thừa như: đậu nành xấu, ngô, lõi ngô, rau cỏ đem nghiền thành cám viên cho chim bồ câu ăn. Chim bồ câu nhà đòi hỏi chuồng nuôi thoáng mát. Việc nuôi chim bồ câu nhà trong trại có nhiều tiện lợi, không những thời gian có ánh nắng dài, mà còn có thể lợi dụng tia tử ngoại để diệt khuẩn. Chim bồ câu rất nhạy cảm với ánh sáng. Sự đẻ trứng chỉ phụ thuộc vào một phần ánh sáng nhưng sự ấp trứng lại phụ thuộc chặt chẽ vào yếu tố ánh sáng. Bản năng ấp trứng của bồ câu phụ thuộc vào thời gian chiếu sáng ban ngày tối thiểu là 13 giờ. Tạo thói quen, dù có đi ăn xa khi đến giờ ăn chim rủ nhau về nhà để ăn thức ăn quen thuộc.
Một số giống bồ câu nhà có thể kể đến là: Bồ câu Pháp có nguồn gốc từ nước Pháp. Chúng xuất xứ tại vùng Đông Nam nước Pháp và Đông Nam nước Bỉ từ những con bồ câu sống tự do. Loại chim này đã được lai tạo và chọn giống qua nhiều năm để hình thành nên một giống bồ câu thịt và đây là giống bồ câu có kích thước lớn nhất để sử dụng vào mục đích chăn nuôi lấy thịt bồ câu, những con bồ câu Pháp lớn nhanh hơn so với bồ câu địa phương khác và nhiều loại vật nuôi. Bồ câu Jacobin thuộc là giống chim bồ câu cảnh được thuần hóa tại châu Á với đặc trưng là bộ lông giống như sư tử. Ngoài ra còn giống bồ câu Việt Nam.